# Apacilagua
Apacilagua es un municipio del departamento de Choluteca en la República de Honduras.

## Toponimia
El origen del nombre de Apacilagua se deriva de una frase que dependió del cacique de la tribu al mandar a una de sus indias a traer agua al Río Choluteca con un apaste (cántaro) y le dijo que lo trajera lleno de agua y que fuera de la corriente más fuerte, la india hizo lo que el cacique le había encomendado y llegó con el encargo hasta donde el cacique. De pronto el cacique expreso una frase que decía “El apaste apacigua la agua” por la razón de que el agua venía de una corriente fuerte y al llegar el agua dentro del apaste (cántaro) donde el cacique esta se miró pacífica, entonces de ahí el cacique dijo llamaremos a nuestro lugar Apacilagua.
En su obra Crónica de San Francisco en la Provincia de Guatemala (1716), el padre Francisco Vázquez habla de los Apazinas, palabra de la que deriva Apacilagua, cuya verdadera ortografía debería ser Apaztzinhua, derivada de Apaztzinhucan: Lugar que tiene apastillos o cantaritos.

## Límites
Apacilagua esta a 27 kilómetros de la ciudad de Choluteca;
| Orientación | Límite                                      |
| ----------- | ------------------------------------------- |
| Norte       | Municipio de Liure, El Paraíso              |
| Sur         | Municipio de Choluteca, Choluteca           |
| Sur         | Municipio de El Corpus, Choluteca           |
| Este        | Municipio de Morolica, Choluteca            |
| Este        | Municipio de San Marcos de Colón, Choluteca |
| Oeste       | Municipio de Orocuina, Choluteca            |

La extensión territorial es de 228.5 km², en un territorio montañoso aunque con algunas planicies aptas para la agricultura y ganadería.

## Historia
En 1700, ya existía el poblado de Apacilagua en el lugar llamado los Guatalones donde actualmente siembran melón, colindando con La comunidad de El Tamarindo de Apacilagua, en ese sitio se localizaba una tribu que dominaba el área donde ellos vivían, estas personas se dedicaban a la alfarería elaborando utensilios de cocina y apastes (cántaros). 
En 1775, hubo un diluvio que se llevó todo el poblado de Apacilagua en los Guatalones y que en sus ruinas hasta la fecha se han encontrado vestigios como tiestos de cántaros (apastes), cara de pichingos que reflejan la actividad a que se dedicaban. Después de esta situación la gente que sobrevivió buscaron otro lugar propicio para vivir y que no fuera inundable y pusieron la mirada donde hoy existe Apacilagua. 
En 1710, Sebastián de Espinal solicitó la compra del terreno donde hoy es Apacilagua, denominado en su momento Sitio San Pedro Valle de Orocuina, históricamente las tierras donde se encuentra Apacilagua pertenecían a Orocuina y ya con el transcurso del tiempo se fueron delimitando los pueblos y nuestras tierras salieron del dominio de Orocuina. 
En 1714, el señor Sebastián de Espinal compró el dominio del Sitio San Pedro Valle de Orocuina al rey de España por la cantidad de seis tostones y dos reales, obteniendo sus documentos o sea El Título del Sitio que consta de dos caballerías antiguas equivalentes hoy a 1500 manzanas de tierra. El señor Sebastián de Espinal era una persona ganadera tenía dos haciendas una por donde es la tejera actualmente y la otra cerca del Obraje, después la gente que habían perdido todo por el diluvio se vinieron a estas tierras y sin el permiso de él se fueron poblando en este lugar y él no les impidió que lo hicieran ya que él tenía vastas tierras; con el fallecimiento de Sebastián de Espinal aumentó el número de personas, colonias, barrios hasta formar el pueblo que lo siguieron llamando Apacilagua. 
De 1831 a 1832, empezaron a hacer la iglesia católica y el cabildo municipal, para la construcción de la iglesia hay una historia de San Pedro que fue encontrado parado en un burril de vaca al pie de un nacascolo y el hallazgo lo hizo una señora llamada Agustina Espinal, ella lo recogió y se lo llevó para su casa de habitación, su pequeña chocita de raja que estaba hecha donde ahora es la iglesia y ella llegó con la noticia del hallazgo de un santito a la comunidad pero que no se sabía de que santo se trataba, entonces ella junto con las demás personas dispusieron mandar a llamar al Presbítero Hipólito Ocaciano Flores y él les dijo cuando vino a verlo que se trataba de San Pedro y les dijo a la congregación que se debía celebrar una misa en su honor y así lo hicieron. 
Después de esto sucedió que las personas querían cambiarle la pintura al santito y buscaron la forma de quitarle la que traía pero estaba bien pegada, entonces idearon llevarlo al río y dejarlo dentro del agua para que ablandara la pintura que tenía, que por cierto era negra y querían ponerle un color más vistoso, entonces lo dejaron y al día siguiente que lo fueron a traer ya no lo encontraron y para sorpresa de todos lo hallaron en la chocita de doña Agustina Espinal y la gente decía que el santo era muy milagroso por lo que había hecho, al ver tanto milagro dispusieron llevarlo a una casa de adobe y cerrada y lo dejaron ahí, al día siguiente ya no estaba en dicha casa y entonces lo fueron a buscar a la chocita de raja de doña Agustina Espinal y ahí lo encontraron, desde ese momento todas las personas dijeron que el santo quería que hicieran la iglesia donde estaba la chocita y así fue como hicieron la iglesia donde hoy la conocemos.  
Después de la iglesia empezaron a hacer el cabildo siempre en el mismo año de 1831, la gente se organizó para poder hacer el cabildo y comenzaron a trabajar pidiendo la colaboración de las personas más influyentes del pueblo porque querían tener sus propias autoridades. De las personas adineradas que ayudaron fueron Santos Arribillaga, Elías Aguilar de ahí vinieron la familia Guevara, familia Aguilar, familia Mendoza de ahí se consolidó la construcción del cabildo. Una vez terminada la Alcaldía eligieron el primer alcalde municipal que se llamó Néstor Herrera.  
En 1844, Apacilagua recibe el Título de Municipio quedando el pueblo dentro del Sitio San Pedro Valle de Orocuina y con todo lo anterior Apacilagua está asentado en tierras privadas bajo el título de Sebastián de Espinal.  
En 1885, Apacilagua fue quemado por un rebanchero Domingo Vásquez que en su rumbo de ida hacia Nicaragua, había pretendido obtener por la fuerza el poder de ser presidente, pero no logrando su cometido salió huyendo con sus camaradas y fue así como llegó a nuestro pueblo, se aprovecharon que andaban bien armados logrando ahuyentar a la gente del poblado hacia El Cerro de la Tuna y la Cuesta de los Gúiscanales, y al quedar solas las casas entonces les prendieron fuego a todas, tomando en cuenta que la mayoría de casas eran de paja, de raja y otras de adobe que lograron quedar de pie. La estadía de estas personas fue de cuatro días donde se robaron el ganado de las personas y otras cosas materiales de valor.  
Después de este impase el alcalde junto con una comitiva se dirigieron al presidente de la República Policarpo Bonilla en 1886, dándole a conocer la situación precaria que había sucedido con el pequeño poblado el haber sido quemado por Domingo Vásquez, una vez lo supo el presidente decidió ayudarles al alcalde y comitiva, les dijo que les iba a dar un Título de tierras denominado Sitio el Algodonal ubicado actualmente en Albarrada, Las Trojas, Pueblo Nuevo, Las Tablas, El Carpintero, equivalente a 4200 manzanas de tierra, con el compromiso que esas tierras las dieran en arriendo a la gente para que de ahí se sostuviera la alcaldía con los impuestos que paguen las personas que se benefician de ellas.  
El título de Sebastián de Espinal se ha venido heredando a sus descendientes primeramente a Diego, después pasa a Cesario, después Cruz, después Adelina Espinal, más adelante queda en poder de los hijos de ella; Miguel Ángel, José del Carmen, Julia Estela, Mélida Argentina, Daniel Octaviano Salinas Espinal y Sofía Esmeralda Espinal, herederos que ya fallecieron.  
Actualmente el título esta bajo propiedad de Leonardo Espino Salinas hijo de Julia Estela Salinas Espinal, quien obtuvo derechos sobre él, por parte de tres herederos del mismo, primeramente, su madre Julia Estela, de su tío Daniel Octaviano Salinas Espinal y de su tía Sofía Esmeralda Espinal. Cediéndole los derechos para que sea Leonardo Espino Salinas quien pueda dar escrituras legales en Apacilagua. Dejando claro que Sebastián de Espinal no donó ninguna cuarta de tierra al actual municipio de Apacilagua como se rumora, debido a que no existía del pueblo en dicho Valle. Esta Historia es sacada de papelería Antigua del título original de dicho pueblo.  

## Demografía
Apacilagua tiene una población actual de 9,114 habitantes. De la población total, el 51.4% son hombres y el 48.6% son mujeres. Casi el 100% de la población vive en la zona rural.

## División política
Aldeas: 8 (2013)
Caseríos: 154 (2013)
| Código | Aldea                               |
| ------ | ----------------------------------- |
| 060201 | Apacilagua (cabecera del municipio) |
| 060202 | La Albarrada                        |
| 060203 | La Garza                            |
| 060204 | Los Limones                         |
| 060205 | Los Mezcales                        |
| 060206 | Monte Grande                        |
| 060207 | San Felipe                          |
| 060208 | Somuina                             |

## Economía
El 70% de la población vive de la agricultura, cultivando sobre todo hortalizas y frijoles. Hay dos fincas agroindustriales que cultivan melón, sandía y okra, frutos que son exportados a Estados Unidos y Europa.

## Educación
Hasta 1931 no contó con escuela, y en la actualidad su nivel educativo es relativamente bajo: el 50% tiene educación primaria, el 8% es analfabeto y solo un 0,5% ha completado estudios universitarios.

## Festividades
Su patrón es San Pedro, celebrándose su festividad el 29 de junio.